# Philip of Poitou
Philip of Poitou (auch Philipp von Poitou oder Philip von Pictavia; † 22. April 1208) war ein aus Frankreich stammender Geistlicher, der ab 1196 Bischof von Durham war. Vor allem stand er jedoch im Dienst der angevinischen Könige Richard Löwenherz und Johann Ohneland.

## Aufstieg zum Bischof von Durham
Philip of Poitou stammte aus Frankreich, doch seine genaue Herkunft ist ungeklärt. Er stammte wahrscheinlich aus dem Poitou, das zu seiner Zeit zum angevinischen Reich der englischen Könige gehörte. Nachdem er zum Bischof geweiht worden war, wurde er häufig als Magister bezeichnet, was auf einen Universitätsbesuch hinweist. Philip gehörte zum Haushalt von Richard, der Herzog von Aquitanien war und nach dem Tod seines Vaters 1189 englischer König wurde. Er begleitete den König auf dessen Kreuzzug und war am 12. Mai 1191 auf Zypern Zeuge der Hochzeit von Richard mit Berengaria. Im Januar 1192 in Jaffa sowie auf See im November 1192 bezeugte er weitere Urkunden Richards. Er gehörte zu den wenigen Begleitern, mit denen der König 1193 auf der Rückreise vom Kreuzzug bei Wien gefangen genommen wurde. Nach seiner Freilassung Anfang 1194 ernannte Richard noch in Worms Philip zum Archidiakon von Canterbury. Geoffrey, Erzbischof von York und Halbbruder des Königs versuchte vergeblich, ihn dazu zum Dekan von York Minster zu erheben. Nachdem Richard wieder die Herrschaft über sein Reich übernommen hatte, gehörte Philip wieder häufig zum Gefolge des Königs, dazu reiste er auch wieder nach Deutschland, als ein Teil des Lösegelds überbracht wurde. Zum Dank bestimmte ihn der König Ende 1195 als neuen Bischof der Diözese Durham. Vermutlich am 4. Januar 1196 erfolgte seine Wahl durch die Mönche des Kathedralpriorats. Papst Coelestin III. bestätigte am 13. April die Wahl, und am 15. Juni 1196 wurde Philip in Durham zum Priester geweiht. Da Philip weiter im Dienst des Königs stand, verzögerte sich seine Bischofsweihe. Dennoch erwarb er vom König das Recht, in Durham eine Münze zu betreiben. Seinen Neffen Aimery erhob er zum Archidiakon von Durham und Carlisle.

## Bischof im Dienst von Richard Löwenherz
Bereits als gewählter Bischof diente Philip als königlicher Richter. 1196 gehörte er zum Gefolge des Königs in der Normandie, wo ihn Richard beauftragte, zusammen mit dem Abt von Caen die Abrechnungen des Schatzamts zu überprüfen und dem Justiciar Erzbischof Hubert Walter Befehle des Königs zu überbringen. Dieser war über diesen Eingriff in seine Amtsführung schwer verärgert. Ende des Jahres beauftragte der König Philip, zusammen mit Kanzler William de Longchamp und Bischof Guillaume de Ruffière von Lisieux nach Rom zu reisen, um dort den König im Streit mit Erzbischof Walter de Coutances von Rouen zu vertreten. Dieser hatte über die Normandie das Interdikt verhängt, nachdem Richard für den Bau von Château Gaillard Grundbesitz der Kirche beschlagnahmt hatte. Auf der Reise starb Longchamp in Poitiers, doch in Rom konnten Philip und Bischof Ruffière einen Kompromiss mit Erzbischof Coutances aushandeln. Fünfzehn Monate nach seiner Wahl wurde Philip am 20. April 1197 von Papst Coelestin III. zum Bischof geweiht.
Im September 1197 gehörte Philip in Rouen wieder zum Gefolge des Königs. Im Dezember 1197 nahm er an einer Ratsversammlung im englischen Oxford teil, wo die Bischöfe Hugo von Lincoln und Herbert Poor von Salisbury die Forderung des Königs ablehnten, dass die englischen Bistümer weitere Ritter für den Krieg in die Normandie entsenden sollten. Ende 1197 war er zusammen mit Graf Baudouin de Béthune von Aumale Führer einer Delegation des Königs, die nach dem Tod von Kaiser Heinrich VI. mit den niederdeutschen Fürsten unter Führung von Erzbischof Adolf von Köln erfolgreich in Rouen über ein Bündnis verhandelte. Danach führte er im Februar 1198 die englische Gesandtschaft, die anlässlich der Königswahl von Richards Neffen Otto nach Köln reiste. Den Sommer 1198 verbrachte er im Gefolge von Richard in der Normandie. Ende 1198 schickte ihn der König zusammen mit vier anderen Bischöfen zu Erzbischof Geoffrey von York, mit dem sich Richard inzwischen zerstritten hatte, doch auch dieser Versöhnungsversuch scheiterte. Nach dem Tod von Richard im April 1199 erhob er vergeblich gegen die Krönung von Richards Bruder Johann Ohneland zum König Einspruch, da Erzbischof Geoffrey noch in Rom war. Im Mai 1199 nahm er dann an der Krönung von Johann Ohneland zum neuen König von England teil.

## Bischof im Dienst von Johann Ohneland
1199 versuchte Philip vergeblich, im Auftrag Johanns den schottischen König Wilhelm I. zu einem Treffen der beiden Könige in Nottingham zu bewegen. Der schottische König war jedoch zunächst zu einem bewaffneten Konflikt um seine in England liegenden Besitzungen bereit, bis er im nächsten Jahr einlenkte. Philip gehörte zusammen mit dem Earl of Norfolk, dem Earl of Hereford, Eustace de Vesci, Robert de Ros, Roger de Lacy und weiteren Adligen der großen englischen Gesandtschaft an, die den schottischen König nach Lincoln geleitete, wo er dem englischen König für seine englischen Besitzungen huldigte. Im Februar 1201 brach Philip zu einer Pilgerreise nach Santiago de Compostela auf. Ende Juli 1201 war er in Chinon. Als Zeuge der Hochzeit von Berengaria und Richard wurde er nun Zeuge, als König Johann der Witwe seines Bruders ihr Wittum zusprach. Von Chinon reiste er nach London, wobei er im Auftrag des Königs Gelder nach England brachte.

## Wirken als Bischof von Durham
Als Bischof erwarb Philip Sadberge im County Durham. Dieses hatte bereits sein Vorgänger als Bischof von König Richard erworben, doch da der Kaufpreis nicht gezahlt wurde, war es wieder an die Krone zurückgefallen. Philip zahlte nun die verlangte Summe an Richard und Johann, so dass Sadberge zukünftig zu den Temporalien der Diözese gehörte. Zum Kathedralpriorat von Durham hatte Philip ein schwieriges Verhältnis, da er die Ansprüche der Mönche auf deren Kirchenpatronate bestritt. Einmal soll er sogar die Mönche gewaltsam aus einer Kirche getrieben haben. Sein Neffe, Archidiakon Aimery soll den Streit noch geschürt haben, doch Philip soll dabei nicht weniger aggressiv vorgegangen sein. Er mischte sich weiter erheblich in die Belange des Kathedralpriorats ein. Er soll sogar die Mönche in der Kathedrale von Durham belagert und den Prior exkommuniziert haben, doch letztlich musste er mit den Mönchen Kompromisse schließen.

## Letzte Jahre und Tod
Über die letzten sieben Jahre seiner Amtszeit gibt es nur wenige Dokumente und Berichte. 1203 gehörte er zu den päpstlichen Beauftragten, die im Prozess von Gerald of Wales über den Status der Diözese St Davids urteilen sollte. Nach 1201 wird er erst im März und im Mai 1204 am Königshof als Zeuge von Urkunden erwähnt. Danach bezeugte er nur noch gelegentlich Urkunden, die letzte bekannte im Februar 1206. 1207 wehrte er sich wie Erzbischof Geoffrey von York gegen eine neue Sondersteuer des Königs, doch nachdem Geoffrey ins Exil gegangen war, akzeptierte er die Steuer und bat den König um Verzeihung. Er starb einen Monat, nachdem aufgrund des Streites zwischen dem Papst und König Johann das Interdikt über England verhängt worden war. Wegen des Interdiktes soll er in ungeweihter Erde begraben worden und erst später in ein Grab im Kapitelhaus von Durham umgebettet worden sein. Als Unterstützer des unbeliebten Königs Johann und aufgrund seiner heftigen Auseinandersetzungen mit dem Kathedralpriorat hatte er in Durham ein schlechtes Andenken. Zu seinem Nachfolger wählte das Domkapitel Richard Poore, der jedoch wegen des Interdikts nicht als Bischof eingesetzt wurde. Erst nach Aufhebung des Interdikts wurde 1214 John de Gray neuer Bischof von Durham.